# Bobby (Vorname)
Bobby ist eine angloamerikanische Kurzform der Namen Robert (männlich) und in seltenen Fällen auch Robin.

## Namensträger

### A
- Bobby Abel (1857–1936), englischer Cricketspieler
- Bobby Aitken, Sound-Designer
- Bobby Allen (* 1978), US-amerikanischer Eishockeyspieler
- Bobby Allison (1937–2024), US-amerikanischer Automobilrennfahrer
- Bobby Alu, australischer Musiker mit samoanischen Wurzeln
- Bobby Arber (* 1951), englischer Fußballspieler
- Bobby Astyr (1937–2002), US-amerikanischer Pornodarsteller
- Bobby Avey (* 1985), US-amerikanischer Jazzpianist, Komponist und Arrangeur
- Bobby Aylward (1955–2022), irischer Politiker

### B
- Bobby Baldwin (* 1950), US-amerikanischer Pokerspieler
- Bobby Ball (1925–1954), US-amerikanischer Automobilrennfahrer
- Bobby Bare (* 1935), US-amerikanischer Sänger und -Songwriter
- Bobby Bare Jr. (* 1966), US-amerikanischer Singer-Songwriter und Musiker
- Bobby Bass (1936–2001), US-amerikanischer Film- und Fernsehschauspieler und Stuntman
- Bobby Battle (* 1944), US-amerikanischer Jazz-Schlagzeuger
- Bobby Bauer (1915–1964), kanadischer Eishockeyspieler und -trainer
- Bobby Baun (1936–2023), kanadischer Eishockeyspieler und -trainer
- Bobby Beausoleil (* 1947), US-amerikanischer Musiker und verurteilter Mörder
- Bobby Bell (1904–1940), kanadischer Eishockeytrainer
- Bobby Bell (* 1940), US-amerikanischer American-Football-Spieler
- Bobby Benson (1922–1983), nigerianischer Jazz- und Unterhaltungsmusiker
- Bobby Berk (* 1981), US-amerikanischer Innenarchitekt und Reality-TV-Persönlichkeit
- Bobby Berna (* 1961), philippinischer Boxer
- Bobby Blake (* 1957), US-amerikanischer Baptisten-Pastor und ehemaliger Darsteller in homosexuellen Pornofilmen
- Bobby Bland (1930–2013), US-amerikanischer Blues- und Soulsänger
- Bobby Boermans (* 1981), niederländischer Regisseur
- Bobby Bolt (* 1987), kanadischer Eishockeyspieler
- Bobby Bones (* 1980), US-amerikanischer Hörfunkmoderator und Entertainer
- Bobby Booth (1892–1974), englischer Fußballspieler
- Bobby Boswell (* 1983), US-amerikanischer Fußballspieler
- Bobby Bowden (1929–2021), US-amerikanischer Trainer im Bereich des College Football
- Bobby Boyd (1937–2017), US-amerikanischer American-Football-Spieler
- Bobby Brackins (* 1988), US-amerikanischer Rapper
- Bobby Bradford (* 1934), US-amerikanischer Jazztrompeter
- Bobby Bragan (1917–2010), US-amerikanischer Baseballspieler, -Manager und Coach im Major League Baseball
- Bobby Brantley (* 1948), US-amerikanischer Politiker
- Bobby Brederlow, bürgerlich Rolf Brederlow (1961–2024), deutscher Schauspieler
- Bobby Breen (1927–2016), kanadisch-amerikanischer Kinderschauspieler und Sänger
- Bobby Bright (* 1952), US-amerikanischer Politiker
- Bobby Broom (* 1961), US-amerikanischer Jazzgitarrist und Musikpädagoge
- Bobby Brown (1923–2020), schottischer Fußballspieler und -trainer
- Bobby Brown (* 1938), US-amerikanischer Rockabilly- und Rock’n’Roll-Musiker
- Bobby Brown (* 1969), US-amerikanischer Sänger
- Bobby Brown (* 1984), US-amerikanischer Basketballspieler
- Bobby Brown (* 1991), US-amerikanischer Freestyle-Skier
- Bobby Brown, US-amerikanischer American-Football-Spieler
- Bobby Bryant (1934–1998), US-amerikanischer Jazz-Trompeter und Flügelhornist
- Bobby Bräuer (* 1961), deutscher Koch
- Bobby Bukowski (* 1953), US-amerikanischer Kameramann und Hochschullehrer
- Bobby Burg (* 1977), US-amerikanischer Musiker
- Bobby Burgess (1929–1997), US-amerikanischer Jazzmusiker (Posaune, Arrangements) und Bigband-Leader
- Bobby Burling (* 1984), US-amerikanischer Fußballspieler
- Bobby Burns (* 1999), nordirischer Fußballspieler
- Bobby Burri (* 1949), Schweizer Kontrabassist des Fusion und Creative Jazz
- Bobby Butler (* 1987), US-amerikanischer Eishockeyspieler
- Bobby Byrd (1934–2007), US-amerikanischer Sänger, Musiker, Songwriter und Musikproduzent
- Bobby Byrne (1918–2006), US-amerikanischer Posaunist und Bigband-Leader
- Bobby Byrne  (1932–2017), Kameramann
- Bobby Bölke (1926–2007), deutscher Schauspieler und Komiker

### C
- Bobby Caldwell (1951–2023), US-amerikanischer Sänger, Songwriter und Musiker
- Bobby Campbell (1937–2015), englischer Fußballspieler und -trainer
- Bobby Campo (* 1983), US-amerikanischer Schauspieler
- Bobby Cannavale (* 1970), US-amerikanischer Schauspieler
- Bobby Capps, US-amerikanischer Southern-Rock-Sänger und Keyboarder
- Bobby Capó (1922–1989), puerto-ricanischer Sänger und Komponist
- Bobby Carcassés (* 1938), kubanischer Jazzmusiker, Songwriter und Leiter der Gruppe Afrojazz
- Bobby Carpenter (* 1963), US-amerikanischer Eishockeyspieler, -trainer und -funktionär
- Bobby Chacon (1951–2016), US-amerikanischer Boxer
- Bobby Charles (1938–2010), US-amerikanischer Sänger und Komponist
- Bobby Charlton (1937–2023), englischer Fußballspieler
- Bobby Clark (* 2005), englischer Fußballspieler
- Bobby Clarke  (* 1949), kanadischer Eishockeyspieler
- Bobby Coffman (* 1951), US-amerikanischer Zehnkämpfer
- Bobby Cohen, US-amerikanischer Filmproduzent
- Bobby Coleman (* 1997), US-amerikanischer Filmschauspieler
- Bobby Collins (1931–2014), schottischer Fußballspieler und -trainer
- Bobby Combe (1924–1991), schottischer Fußballspieler
- Bobby Conn  (* 1967), US-amerikanischer Musiker, Songwriter und Performance-Künstler
- Bobby Connolly (1897–1944), US-amerikanischer Choreograf und Filmregisseur
- Bobby Convey (* 1983), US-amerikanischer Fußballspieler
- Bobby Cruz (* 1938), US-amerikanischer Sänger und Komponist puerto-ricanischer Herkunft
- Bobby Czyz (* 1962), US-amerikanischer Boxer und Kommentator

### D
- Bobby Darin (1936–1973), US-amerikanischer Musiker
- Bobby Davidson (1928–1993), schottischer Fußballschiedsrichter
- Bobby Davison (* 1959), englischer Fußballspieler und -trainer
- Bobby Day (1928–1990), US-amerikanischer R&B-Sänger und Songwriter
- Bobby Decordova-Reid (* 1993), englisch-jamaikanischer Fußballspieler
- Bobby Doerr (1918–2017), US-amerikanischer Baseballspieler
- Bobby Dollas (* 1965), kanadischer Eishockeyspieler
- Bobby Donaldson (1922–1971), US-amerikanischer Jazzschlagzeuger des Swing
- Bobby Driscoll (1937–1968), US-amerikanischer Kinderstar der 1940er und 1950er Jahre
- Bobby Durham (1937–2008), US-amerikanischer Jazzschlagzeuger

### E
- Bobby Edner (* 1988), US-amerikanischer Schauspieler und Sänger
- Bobby Edwards (1926–2012), US-amerikanischer Sänger
- Bobby Enriquez (1943–1996), philippinischer Jazzpianist
- Bobby Ertanto (* 1960), indonesischer Badmintonspieler
- Bobby Evans (1927–2001), schottischer Fußballspieler und -trainer
- Bobby Evans (* 1997), US-amerikanischer American-Football-Spieler

### F
- Bobby Falta (* 1941), deutscher Jazzgitarrist
- Bobby Farnham (* 1989), US-amerikanischer Eishockeyspieler
- Bobby Farrell (1949–2010), niederländischer DJ und Tänzer
- Bobby Few (1935–2021), US-amerikanischer Jazzpianist
- Bobby Fischer (1943–2008), US-amerikanischer Schachspieler
- Bobby Fish (* 1976), US-amerikanischer Wrestler
- Bobby Forrester (1947–2002), US-amerikanischer Musiker
- Bobby Freeman (1934–2016), US-amerikanischer Politiker
- Bobby Freeman (1940–2017), US-amerikanischer Sänger, Songschreiber und Produzent
- Bobby Fuller (1942–1966), US-amerikanischer Rocksänger, Songschreiber und Gitarrist

### G
- Bobby Garabedian, Schauspieler, Filmregisseur und Filmproduzent
- Bobby George (* 1945), englischer Dartspieler
- Bobby Gimby (1918–1998), kanadischer Bandleader, Trompeter und Songwriter
- Bobby Goepfert (* 1983), US-amerikanischer Eishockeytorwart
- Bobby Goldsboro (* 1941), US-amerikanischer Sänger, Songschreiber und Musikproduzent
- Bobby Gordon (1941–2013), US-amerikanischer Klarinettist des Hot Jazz
- Bobby Gould (* 1957), kanadischer Eishockeyspieler, -trainer und -funktionär
- Bobby Graham (1909–1963), britischer Mittelstreckenläufer
- Bobby Graham (* 1944), schottischer Fußballspieler
- Bobby Grim (1924–1995), US-amerikanischer Autorennfahrer
- Bobby Guyer (1916–1988), US-amerikanischer Jazz-Trompeter und Sänger des Swing

### H
- Bobby Hackett (1915–1976), US-amerikanischer Jazz-Trompeter, Kornettist und Gitarrist
- Bobby Hackett (* 1959), US-amerikanischer Freistilschwimmer
- Bobby Hamilton (* um 1935), US-amerikanischer Jazz- und Rhythm-&-Blues-Musiker
- Bobby Hart (* 1939), US-amerikanischer Pop-Musiker und Songwriter
- Bobby Hatfield (1940–2003), US-amerikanischer Sänger und Mitglied des Soul-Duos Righteous Brothers
- Bobby Haynes (1934/1935–2018), US-amerikanischer Jazz- und Rhythm-&-Blues-Musiker
- Bobby Hebb (1938–2010), US-amerikanischer Sänger und Songwriter
- Bobby Hebert (* 1960), US-amerikanischer American-Football-Spieler und Sportkommentator
- Bobby Heenan (1944–2017), US-amerikanischer Wrestling-Manager, Fernsehkommentator und Wrestler
- Bobby Helms (1933–1997), US-amerikanischer Country- und Rockabilly-Sänger
- Bobby Henderson (1910–1969), US-amerikanischen Pianist
- Bobby Henderson (* 1980), US-amerikanischen Autor
- Bobby Hendricks (* 1938/1939–2022), US-amerikanischer Soulsänger
- Bobby Hoffinger (1901–1976), kanadischer Eishockeyspieler und -trainer russlanddeutscher Abstammung
- Bobby Holík (* 1971), US-amerikanisch-tschechischer Eishockeyspieler und -trainer
- Bobby House (* 1973), kanadischer Eishockeyspieler
- Bobby Hull (1939–2023), kanadischer Eishockeyspieler und -trainer
- Bobby Hurley (* 1971), US-amerikanischer Basketballtrainer und -spieler
- Bobby Hutcherson (1941–2016), US-amerikanischer Vibraphonist
- Bobby Hutchins (1925–1945), US-amerikanischer Filmschauspieler

### I
- Bobby Ray Inman (* 1931), US-amerikanischer Marineoffizier und 1977 bis 1981 Direktor der National Security Agency
- Bobby Isaac (1932–1977), US-amerikanischer Rennfahrer

### J
- Bobby Jackson (* 1973), US-amerikanischer Basketballspieler
- Bobby Jaspar (1926–1963), belgischer Jazzmusiker
- Bobby Jindal (* 1971), US-amerikanischer Politiker
- Bobby John (1905–1966), österreichischer Kabarettist
- Bobby Johnstone (1929–2001), schottischer Fußballspieler
- Bobby Jones (1902–1971), US-amerikanischer Golfspieler
- Bobby Jones (1928–1980), US-amerikanischer Jazzmusiker
- Bobby Jones (* 1951), US-amerikanischer Basketballspieler
- Bobby Jones (* 1984), US-amerikanischer Basketballspieler
- Bobby Julich (* 1971), US-amerikanischer Radrennfahrer

### K
- Bobby Kapp (* 1942), US-amerikanischer Jazz-Schlagzeuger
- Bobby Kendall (* ca. 1945), US-amerikanisches Model und Filmschauspieler
- Bobby Kennedy (1937–2025), schottischer Fußballspieler und -trainer
- Bobby Keys (1943–2014), US-amerikanischer Musiker
- Bobby Kimball (* 1947), US-amerikanischer Sänger und Gründungsmitglied der Rockband Toto
- Bobby King (1941–1983), US-amerikanischer Blues-Gitarrist, Sänger und Songwriter
- Bobby King (* 1944), US-amerikanischer R&B- und Soul-Sänger
- Bobby Kohlrausch (1904–1953), deutscher Automobilrennfahrer
- Bobby Kooy (* 1991), niederländischer Volleyballspieler
- Bobby Kromm (1928–2010), kanadischer Eishockeyspieler und -trainer

### L
- Bobby Labonte (* 1964), US-amerikanischer NASCAR-Rennfahrer
- Bobby Lalonde (* 1951), kanadischer Eishockeyspieler
- Bobby Langton (1918–1996), englischer Fußballspieler
- Bobby Lashley (* 1976), US-amerikanischer Ringer, Wrestler und ehemaliger MMA-Kämpfer
- Bobby Layne (1926–1986), US-amerikanischer American-Football-Spieler
- Bobby Lea (* 1983), US-amerikanischer Bahn- und Straßenradrennfahrer
- Bobby Lennox (* 1943), schottischer Fußballspieler
- Bobby Lewis (1933–2020), US-amerikanischer Rock'n'Roll- und R&B-Sänger
- Bobby Lewis, US-amerikanischer Jazz- und Studio-Musiker
- Bobby Locke (1917–1987), südafrikanischer Golfer
- Bobby Lockwood (* 1993), britischer Schauspieler und Model
- Bobby Lohse (* 1958), schwedischer Segler
- Bobby Lord (1934–2008), US-amerikanischer Country- und Rockabilly-Sänger sowie Songwriter und Fernsehmoderator
- Bobby Lowe (1929–2011), chinesisch-amerikanischer Kampfsportler und -künstler
- Bobby Lugano (1917–1994), österreichischer Unterhaltungskünstler und Fernsehzauberer
- Bobby E. Lüthge (1891–1964), deutscher Drehbuchautor
- Bobby Lynch (1935–1982), Mitglied der irischen Folk-Band "The Dubliners"

### M
- Bobby Madden (* 1978), schottischer Fußballschiedsrichter
- Bobby Martin (1903–2001), US-amerikanischer Jazz-Trompeter und Bandleader
- Bobby Mason (* 1936), englischer Fußballspieler
- Bobby McDermott (1914–1963), US-amerikanischer Basketballspieler und -trainer
- Bobby McFerrin (* 1950), US-amerikanischer Vokalkünstler, Sänger und Dirigent
- Bobby Militello (* 1950), US-amerikanischer Jazz-Musiker
- Bobby Milroy (* 1978), kanadischer Badmintonspieler
- Bobby Mimms (* 1963), englischer Fußballtorhüter
- Bobby Mitchell (1935–2020), US-amerikanischer American-Football-Spieler und -Funktionär
- Bobby Molloy (1936–2016), irischer Politiker
- Bobby Monnard (1901–1973), französischer Eishockeyspieler
- Bobby Montez (1934–2003), US-amerikanischer Musiker und Bandleader
- Bobby Moore (1941–1993), englischer Fußballspieler und -trainer
- Bobby Morris (1927–2021), US-amerikanischer Musiker
- Bobby Morrow (1935–2020), US-amerikanischer Leichtathlet
- Bobby Murdoch (1944–2001), schottischer Fußballspieler
- Bobby Murphy, US-amerikanischer Fußballtrainer
- Bobby Murphy (* 1989), US-amerikanischer Unternehmensgründer

### N
- Bobby Naret (1914–1991), belgischer Jazzmusiker und Bandleader
- Bobby Naughton (1944–2022), US-amerikanischer Jazzmusiker
- Bobby Noble (1945–2023), englischer Fußballspieler

### O
- Bobby Orlando (* 1958), US-amerikanischer Musikproduzent, Sänger, Komponist und Multiinstrumentalist
- Bobby Orr (* 1948), kanadischer Eishockeyspieler

### P
- Bobby Parker (1937–2013), US-amerikanischer Blues-Gitarrist, Sänger und Songschreiber
- Bobby Paunetto (1944–2010), US-amerikanischer Vibraphonist und Komponist des Latin Jazz
- Bobby Peel (1857–1941), englischer Cricketspieler
- Bobby Peters (* 1949), US-amerikanischer Jurist und Politiker
- Bobby Pickett (1938–2007), US-amerikanischer Sänger und Schauspieler
- Bobby Pirron (1918–2007), Sänger, Akkordeonspieler, Conférencier und Texter
- Bobby Plater (1914–1982), US-amerikanischer Jazzmusiker
- Bobby Porcelli (* 1937), US-amerikanischer Jazz-Saxophonist und Flötist
- Bobby B. Porter (1934–2007), Generalmajor der United States Army
- Bobby Portis (* 1995), US-amerikanischer Basketballspieler
- Bobby Pratt (1926/27–1994), US-amerikanischer Jazzmusiker
- Bobby Pratt (1927–1968), schottischer Jazztrompeter
- Bobby Previte (* 1951), US-amerikanischer Jazzschlagzeuger und -komponist
- Bobby Pring (1924–2009), US-amerikanischer Bigband- und Jazzposaunist

### R
- Bobby Rahal (* 1953), US-amerikanischer Automobilrennfahrer, Miteigentümer eines Teams in der IndyCar Series und Unternehmer
- Bobby Rangell  (* ca. 1958), US-amerikanischer Jazzmusiker
- Bobby Ray (* 1988), US-amerikanischer Rapper, siehe B.o.B
- Bobby Raymond (* 1985), kanadischer Eishockeyspieler
- Bobby Reynolds (* 1967), US-amerikanischer Eishockeyspieler
- Bobby Reynolds (* 1982), US-amerikanischer Tennisspieler
- Bobby Rhodes (* 1947), italienischer Schauspieler
- Bobby Riggs (1918–1995), US-amerikanischer Tennisspieler
- Bobby Robins (* 1981), US-amerikanischer Eishockeyspieler
- Bobby Robinson (1917–2011), US-amerikanischer Musikproduzent
- Bobby Robinson (1879–1950), englischer Fußballspieler
- Bobby Robson (1933–2009), englischer Fußballspieler und -trainer
- Bobby Rondinelli (* 1955), US-amerikanischer Schlagzeuger
- Bobby Rosengarden (1924–2007), US-amerikanischer Jazzschlagzeuger und Studiomusiker in unterschiedlichen Stilbereichen
- Bobby Rousseau (* 1940), kanadischer Eishockeyspieler
- Bobby Routch (1948–2024), US-amerikanischer Hornist
- Bobby Rush (* 1933), US-amerikanischer Multiinstrumentalist und Komponist
- Bobby L. Rush (* 1946), US-amerikanischer Politiker
- Bobby Ryan (* 1987), US-amerikanischer Eishockeyspieler
- Bobby Rydell (1942–2022), US-amerikanischer Sänger, Entertainer und Schauspieler

### S
- Bobby Samaria (* 1970), namibischer Fußballspieler und -trainer
- Bobby Sanabria (* 1957), US-amerikanischer Jazzmusiker mit puerto-ricanischen Wurzeln
- Bobby Sands (1954–1981), Mitglied der P-IRA, Hungerstreikender und Abgeordneter im britischen Unterhaus
- Bobby Sanguinetti (* 1988), US-amerikanischer Eishockeyspieler und -trainer italienischer Abstammung
- Bobby Schagen (* 1990), niederländischer Handballspieler
- Bobby Schenk (* 1939), deutscher Sportsegler
- Bobby Schilling (1964–2021), US-amerikanischer Politiker
- Bobby Schmautz (1945–2021), kanadischer Eishockeyspieler
- Bobby Schmidt (1923–2014), deutscher Jazz- und Unterhaltungsmusiker und Musikproduzent
- Bobby Schofield (* 1993), britischer Schauspieler
- Bobby Schottkowski, deutscher Schlagzeuger
- Bobby Schuller (* 1981), US-amerikanischer Theologe, Pfarrer der Reformierten Kirche Amerikas, seit 2012 Fernseh-Pfarrer von Hour of Power und Pastor der Shepherd’s Grove Church und Autor christlicher Erbauungsliteratur
- Bobby Schwartz (* 1956), US-amerikanischer Speedwayfahrer
- Bobby Scott (1937–1990), US-amerikanischer Jazzmusiker
- Bobby Scott (* 1947), US-amerikanischer Politiker
- Bobby Seale (* 1936), US-amerikanischer Bürgerrechtler und Mitbegründer der Black Panther Party
- Bobby Seith (* 1932), schottischer Fußballspieler und -trainer
- Bobby Selvaggio (* 1969), US-amerikanischer Jazzmusiker und Musikpädagoge
- Bobby Sharp (1924–2013), US-amerikanischer Musiker und Songwriter
- Bobby Shearer (1931–2006), schottischer Fußballspieler und -trainer
- Bobby Sheehan (* 1949), US-amerikanischer Eishockeyspieler
- Bobby Sherwood (1914–1980), US-amerikanischer Jazzmusiker, Arrangeur und Bigband-Leader sowie Schauspieler und Hörfunkmoderator
- Bobby Shew (* 1941), US-amerikanischer Trompeter und Flügelhornist des Modern Jazz
- Bobby Short (1924–2005), US-amerikanischer Sänger und Pianist
- Bobby Simmons (* 1980), US-amerikanischer Basketballspieler
- Bobby Sisco (1932–2005), US-amerikanischer Rockabilly- und Country-Musiker
- Bobby Smith (1907–1995), US-amerikanischer Jazz- und R&B-Musiker
- Bobby Smith (* 1929), US-amerikanischer Stabhochspringer
- Bobby Smith (1933–2010), englischer Fußballspieler
- Bobby Smith (* 1951), US-amerikanischer Fußballspieler
- Bobby Smith (1953–2010), schottischer Fußballspieler
- Bobby Smith (* 1958), kanadischer Eishockeyspieler
- Bobby Solo (* 1945), italienischer Rock-’n’-Roll-Musiker und Schlagersänger
- Bobby Sparks (* 1973), US-amerikanischer Fusionmusiker
- Bobby Stark (1906–1946), US-amerikanischer Jazztrompeter
- Bobby Stern (* 1952), US-amerikanischer Saxophonist des Fusionjazz

### T
- Bobby Tambling (* 1941), englischer Fußballspieler und -trainer
- Bobby Thomas (1932–2013), US-amerikanischer Jazz-Schlagzeuger, Musikpädagoge und Komponist
- Bobby Thomson (* 1939), schottischer Fußballspieler
- Bobby Thomson (1943–2009), englischer Fußballspieler
- Bobby Timmons (1935–1974), US-amerikanischer Jazzpianist und Komponist
- Bobby Todd (1904–1980), deutscher Schauspieler, Regisseur, Schriftsteller und Kabarettist
- Bobby Lee Trammell (1934–2008), US-amerikanischer Rockabilly-Musiker und Politiker
- Bobby Troup (1918–1999), US-amerikanischer Jazz-Pianist, Songwriter und Schauspieler
- Bobby Tucker (1923–2008), US-amerikanischer Jazz-Pianist

### U
- Bobby Unser  (1934–2021), US-amerikanischer Automobilrennfahrer

### V
- Bobby V (* 1980), US-amerikanischer R&B-Sänger
- Bobby Valentín (* 1941), puerto-ricanischer Salsamusiker und Bandleader
- Bobby Vandamme, deutscher Rapper
- Bobby Vee (1943–2016), US-amerikanischer Rock-’n’-Roll- und Popsänger
- Bobby Vinton (* 1935), US-amerikanischer Sänger und Schauspieler

### W
- Bobby Wagner (* 1990), US-amerikanischer American-Football-Spieler
- Bobby Wallace (1873–1960), US-amerikanischer Baseballspieler und -manager
- Bobby Walston (1928–1987), US-amerikanischer American-Football-Spieler
- Bobby Wanzer (1921–2016), US-amerikanischer Basketballspieler
- Bobby Watson (1888–1965), US-amerikanischer Schauspieler
- Bobby Watson (* 1953), US-amerikanischer Saxophonist, Komponist, Produzent und Hochschullehrer
- Bobby Weaver (* 1958), US-amerikanischer Ringer
- Bobby Wellins (1936–2016), schottischer Tenorsaxophonist des Modern Jazz
- Bobby Wheeler (* 1961), US-amerikanischer Basketballspieler
- Bobby Whitlock (1948–2025), US-amerikanischer Keyboarder und war Mitglied von Derek and the Dominos
- Bobby Wilson (1935–2020), britischer Tennisspieler
- Bobby Windsor (* 1948), walisischer Rugby-Union-Spieler
- Bobby Witt Jr. (* 2000), US-amerikanischer Baseballspieler
- Bobby Womack (1944–2014), US-amerikanischer Sänger und Songwriter
- Bobby Wood (* 1992), US-amerikanischer Fußballspieler

### Z
- Bobby Zamora (* 1981), englischer Fußballspieler
- Bobby Zankel (* 1949), US-amerikanischer Jazz-Saxophonist